# Kepler-413
Kepler- 413 è una stella binaria distante 2300 anni luce dalla Terra nella costellazione del Cigno. Il sistema è composto da due stelle classificate come nana arancione e nana rossa, che orbitano attorno al comune centro di massa in un periodo di 10,1 giorni. Nel 2013, tramite il telescopio spaziale Kepler, è stato scoperto un pianeta extrasolare orbitare attorno alle due componenti..

## Caratteristiche
Le due stelle che compongono il sistema doppio sono più piccole e fredde del Sole; hanno una massa rispettivamente dell'82 e del 54% rispetto a quella solare ed un raggio del 78 e del 48% di quello della nostra stella. Orbitano attorno al comune centro di massa in poco più di 10 giorni, separate tra loro da circa 0,1 UA, vale a dire 15 milioni di chilometri. Essendo il piano orbitale delle due componenti visto di taglio dalla Terra, esse compongono un sistema di binarie a eclisse del tipo Algol.

## Sistema planetario
L'esopianeta Kepler-413 (AB)b, è un pianeta circumbinario, orbita cioè attorno ad entrambe le componenti stellari, in un periodo di 66,2 giorni. Considerando la sua massa, 67 volte quella terrestre e il suo raggio, pari a 4,35 r⊕, si tratta quasi certamente di un pianeta gigante gassoso senza superficie solida. 
| Pianeta | Tipo            | Massa | Periodo orb. | Sem. maggiore | Eccentricità | Incl. orbita | Scoperta |
| ------- | --------------- | ----- | ------------ | ------------- | ------------ | ------------ | -------- |
| b       | Gigante gassoso | 67 M⊕ | 66,26 giorni | 0,3553 UA     | 0,1181       | 89,929°      | 2013     |